# Paratrogon gallicus
Paratrogon gallicus — викопний вид птахів родини трогонових (Trogonidae), що існував у ранньому міоцені в Європі. Викопні рештки птаха знайдено у Франції.